# 扎利斯齊 (維什尼韋茨市鎮)
49°57′57″N 25°38′57″E / 49.96583°N 25.64917°E
扎利斯齊（羅馬化：Zalistsi）是位於烏克蘭西部特諾皮爾州克列梅涅茨區的村莊，始建於1711年，面積4.32平方公里，2001年人口1,617，人口密度每平方公里374.3人。